# 夺冠
《夺冠》（英語：LEAP），原名《中国女排》，是陈可辛执导，我们制作、嘉映影业联合制作的传记电影。改編自中国国家女子排球队的真实事件，影片聚焦讲述几代女排的热血故事。影片于2019年4月16日开机，原定2020年农历大年三十上映，后因COVID-19疫情爆发影响撤档。2020年8月17日，影片宣布重新确定档期于2020年9月30日上映，成为继《姜子牙》之后，第二部杀入国庆档的「春节档」电影。8月17日恰巧是2016年里约奥运会中国女排战胜东道主巴西的荣耀时刻。影片选择在8月17日归来也很有深意。9月13日、电影宣布提档9月25日上映。提前5天抢跑国庆档，也成为观众在影院看到的第一部2020年春节档影片。中国大陆取得8.34亿人民币票房，获得第33届中国电影金鸡奖最佳故事片、最佳编剧、最佳摄影三项大奖。

## 剧情
2008年8月15日，北京奥运会女排比赛，中国VS美国。戴着金丝框眼镜的郎平（巩俐饰）坐在美国队教练席上，大气沉稳，目光如电；中国队教练陈忠和（黄渤饰）站在场边，全神贯注，面带笑容。陈忠和望向郎平，目光充满深意，不断经过的人影遮蔽了他的视线，中国女排三十余年的沉浮图景被缓缓打开。
该片主要用4場比賽的过程讲述中國女排的輝煌歷史，依次为中国女排对阵江苏男排的比赛、1981年11月16日女排世界杯总决赛（当时中國女排3比2險勝日本女排，獲得世界盃冠軍，為中國奪得「三大球」（足球、籃球、排球）首個世界冠軍，實現了歷史性的突破）、2008年8月15日北京奥运会女排小組賽（当时由郎平帶領的美國女排以3比2打敗由陳忠和帶領的中國女排）及2016年8月17日里約奧運会四分之一決賽（中國女排以3比2險勝東道主巴西女排，为中國女排時隔8年後再度打入奧運會半決賽，也為中國女排時隔12年再度奪取奧運會金牌鋪平了道路）。

## 角色

### 主要角色
| 演員                                                                            | 角色   | 簡介                     |
| 鞏俐 白浪（青年）                                                               | 郎平   | 主攻手                   |
| 黃渤 彭昱暢（青年）                                                             | 教练   | 中國國家女子排球隊主教練 |
| 吳剛                                                                            | 袁偉民 | 郎平年輕時在國家隊的教練 |
| 李冬徐                                                                          | 陈招娣 | 接应二传手               |
| 罗慧                                                                            | 周晓兰 | 副攻                     |
| 马雪纯                                                                          | 张蓉芳 | 主攻手                   |
| 李紫微                                                                          | 陈亚琼 | 副攻                     |
| 陈展                                                                            | 孙晋芳 | 二传手                   |
| 毛雯                                                                            | 曹慧英 | 主力替补                 |
| 姚迪                                                                            | 魏秋月 |                          |
| 朱婷、徐云丽、张常宁、惠若琪 袁心玥、林莉、刘晓彤、颜妮、丁霞、 龚翔宇 饰演本人 |        |                          |

### 客串角色
| 演員 | 角色   | 簡介 |
| 李現 | 工程師 | 客串 |

## 電影歌曲
| 曲別   | 歌名     | 作曲              | 作詞              | 主唱       |
| 片尾曲 | 生命之河 | 宋涛              | 宋涛、张冀        | 王菲、那英 |
| 推廣曲 | 不分晝夜 | 火星電台RadioMars | 火星電台RadioMars | 易烊千璽   |

## 票房
该片于中国大陆上映首日票房达5790.7万元人民币，翌日票房破亿，上映首三天累计票房已达16766.42万元（截至9月27日零点）。截至10月12日，中国大陆票房破7亿元。最终成绩8.34亿人民币。
| 上一届： 《八佰》      | 2020年中国内地一周票房冠军 第38週 | 下一届： 《我和我的家乡》 |
| 上一届： 《TENET天能》 | 2020年香港一週票房冠軍 第43週     | 下一届： 《怪誕黑巫后》   |

## 评价
该片在豆瓣评分达到了7.1分，大部分观众给出4星，评价以正面为主。观众纷纷表示影片的节奏流畅、情绪很饱满，看完之后对女排有了新的理解。不少網民表示，該片有大量重新剪輯和配音的痕跡。片中郎平重返中國隊執教後想要勠力改革的情節，與此前的教練過分迷戀集體主義的訓練方式產生對比，被網民稱作是全片精華所在，但疑似因為大量刪減，而令價值觀的傳達較為分散，缺少張力。亦有網民認為，該片想要完成的表達是「中國女排精神的變遷」。
也有观众认为，全片主要围绕郎平叙述中国女排历史，因此本片应改名为《郎平传》。对此，导演陈可辛回应称，电影要有戏剧性，必须由主力人物带动。拍中国女排，没有几个人会反对郎平是最重要的人物，“当然片中其他教练、女排运动员，我们也有挺深刻的描述。”

## 獎項及提名
| 年份 | 颁奖典礼                             | 奖项                     | 入围者   | 结果 |
| ---- | ------------------------------------ | ------------------------ | -------- | ---- |
| 2020 | 第33届中国电影金鸡奖                 | 最佳故事片               | 《奪冠》 | 獲獎 |
| 2020 | 第33届中国电影金鸡奖                 | 最佳導演                 | 陳可辛   | 提名 |
| 2020 | 第33届中国电影金鸡奖                 | 最佳編劇                 | 張冀     | 獲獎 |
| 2020 | 第33届中国电影金鸡奖                 | 最佳男配角               | 吳剛     | 提名 |
| 2020 | 第33届中国电影金鸡奖                 | 最佳攝影                 | 趙曉時   | 獲獎 |
| 2020 | 第33届中国电影金鸡奖                 | 最佳美術                 | 孫立     | 提名 |
| 2020 | 第33届中国电影金鸡奖                 | 最佳錄音                 | 黃錚     | 提名 |
| 2020 | 第33届中国电影金鸡奖                 | 最佳剪接                 | 張一博   | 提名 |
| 2021 | 第27屆香港電影評論學會大獎           | 最佳電影                 | 《奪冠》 | 提名 |
| 2021 | 第27屆香港電影評論學會大獎           | 推介電影                 | 《奪冠》 | 獲獎 |
| 2021 | 第27屆香港電影評論學會大獎           | 最佳導演                 | 陳可辛   | 獲獎 |
| 2021 | 第27屆香港電影評論學會大獎           | 最佳編劇                 | 張冀     | 提名 |
| 2021 | 第27屆香港電影評論學會大獎           | 最佳女演員               | 鞏俐     | 獲獎 |
| 2021 | 第12屆香港電影導演會年度大獎         | 最佳女主角               | 鞏俐     | 獲獎 |
| 2021 | 第12屆香港電影導演會年度大獎         | 最佳電影                 | 《奪冠》 | 獲獎 |
| 2021 | 第12屆香港電影導演會年度大獎         | 最佳導演                 | 陳可辛   | 獲獎 |
| 2021 | 第12屆香港電影導演會年度大獎         | 最佳新演員               | 白浪     | 獲獎 |
| 2021 | 2020年度香港電影編劇家協會大奬       | 最佳角色演繹獎           | 白浪     | 提名 |
| 2021 | 2020年度香港電影編劇家協會大奬       | 最佳角色演繹獎           | 鞏俐     | 提名 |
| 2021 | 2020年度香港電影編劇家協會大奬       | 推薦劇本獎               | 張冀     | 獲獎 |
| 2021 | 第30屆華鼎獎                         | 最佳編劇                 | 張冀     | 提名 |
| 2021 | 第30屆華鼎獎                         | 最佳導演                 | 陳可辛   | 提名 |
| 2021 | 第30屆華鼎獎                         | 最佳女主角               | 鞏俐     | 獲獎 |
| 2022 | 第40屆香港電影金像獎                 |                          |          |      |
| 2022 | 第40屆香港電影金像獎                 | 最佳導演                 | 陳可辛   | 提名 |
| 2022 | 第40屆香港電影金像獎                 | 最佳女主角               | 鞏俐     | 提名 |
| 2022 | 第40屆香港電影金像獎                 | 最佳女配角               | 白浪     | 提名 |
| 2023 | 第19屆中國電影華表獎                 | 优秀故事片               | 《夺冠》 | 提名 |
| 2023 | 第19屆中國電影華表獎                 | 優秀編劇                 | 張冀     | 獲獎 |
| 2023 | 第19屆中國電影華表獎                 | 優秀電影攝影             | 趙曉時   | 提名 |
| 2024 | 中国电影导演协会2020年至2023年度表彰 | 年度编剧（2020年度）     | 张冀     | 獲獎 |
| 2024 | 中国电影导演协会2020年至2023年度表彰 | 年度女演员（2020年度）   | 巩俐     | 獲獎 |
| 2024 | 中国电影导演协会2020年至2023年度表彰 | 年度港台导演（2020年度） | 陈可辛   | 獲獎 |

## 争议

### 惠若琪马赛克事件
2019年10月7日下午4点47分，天津市体育局官方微博发布消息，称中国女排现役队员朱婷、徐云丽、惠若琪、颜妮、丁霞等及退役队员均已抵达《中国女排》剧组，之后剧组拍摄了主教练郎平与女排队员的合影，但站在巩俐左边的第三位队员被打上了马赛克，而被打上马赛克的运动员则是惠若琪。有网友对此表示不满，要求官方微博给出解释并道歉，认为此举存在刻意抹黑惠若琪的嫌疑，违背了女排精神。该微博于10月8日上午被删除，同日中午，天津市体育局发布声明，向惠若琪和球迷致歉。声明称，在审核中未能发现原文所配的图片以马赛克遮挡惠若琪，已对相关责任人追究责任。

### 丑化陈忠和
2020年1月8日，《扬子晚报》报道陈忠和给国家体育总局写信，要求《中国女排》电影删除所有关于自己的镜头，因为电影中抢鸡腿、被年轻球员教训胸无大志等虚构情节丑化、抹黑了陈忠和形象。